# جائزة قطر الكبرى للدراجات النارية 2005
جائزة قطر الكبرى للدراجات النارية 2005 هو سباق دراجات نارية أقيم بتاريخ 1 أكتوبر 2005 في حلبة لوسيل الدولية. كان الجولة الرابعة عشر من أصل 17 في سباق الجائزة الكبرى للدراجات النارية موسم 2005. فاز الإيطالي فالنتينو روسي بفئة الموتو جي بي بينما جاء الإيطالي ماركو ميلاندري في المركز الثاني وحصل على المركز الثالث الأمريكي نيكي هايدن.

## وصلات خارجية
- الموقع الرسمي